# كلاي دونكان
كلاي دونكان (بالإنجليزية: Clay Duncan)‏ هو ملحن أمريكي، ولد في القرن العشرين في مسيسيبي في الولايات المتحدة.

## وصلات خارجية
- كلاي دونكان على موقع IMDb (الإنجليزية)
- كلاي دونكان على موقع ميوزك برينز (الإنجليزية)